# Nakrivanj
Nakrivanj je naselje u gradu Leskovcu, Jablanički upravni okrug, Srbija. Prema popisu iz 2022. godine u Nakrivnju je živjelo 938 stanovnika.